# منضحة (مسيحية)

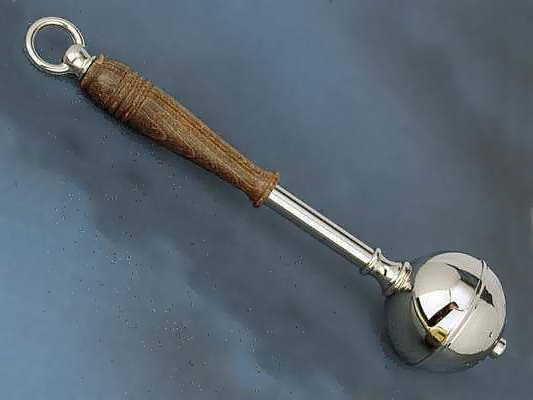
منضحة ذات طراز غربي

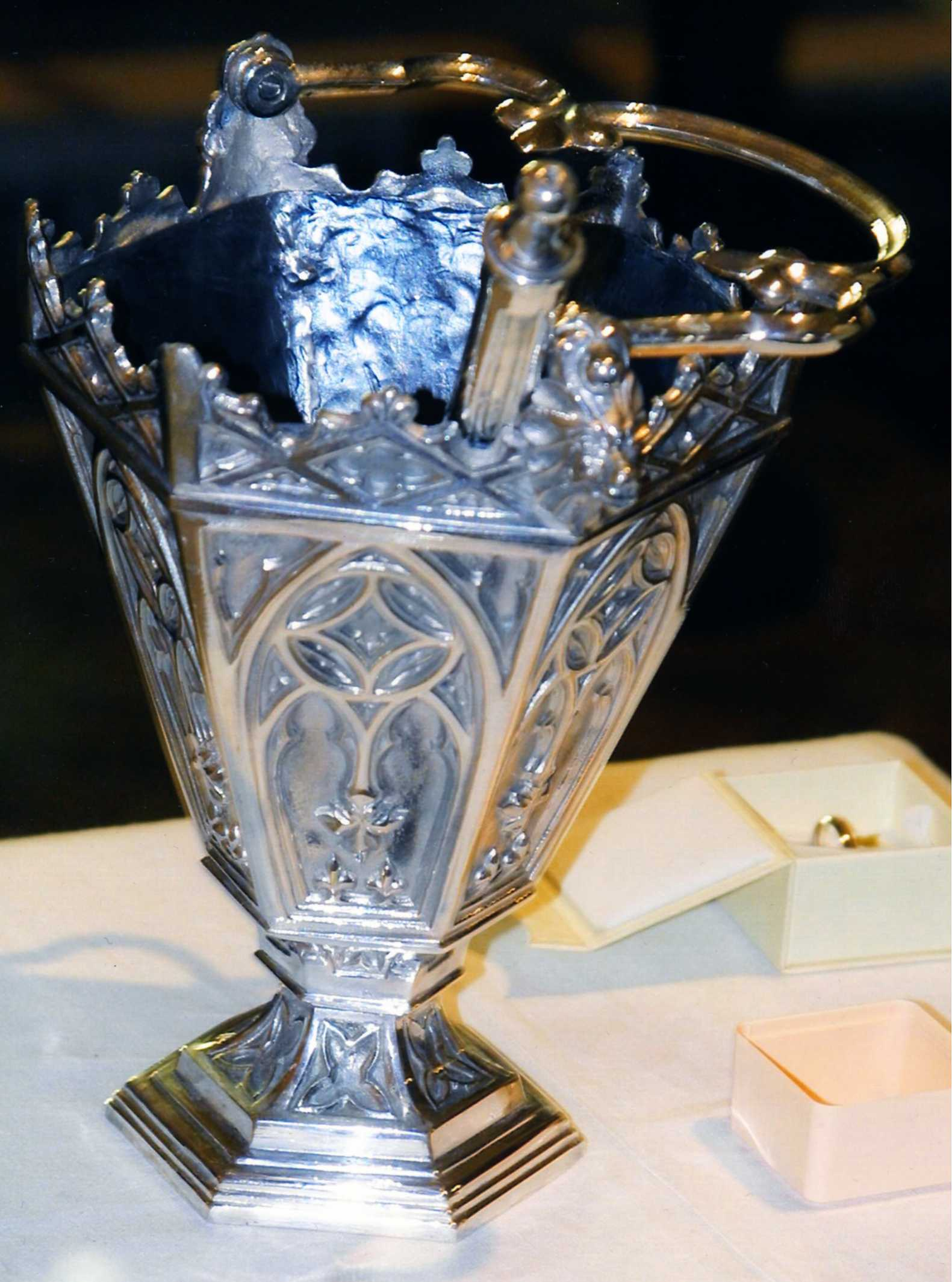

المِنضَحة هي أداة طقسية مسيحية تستخدم لنضح الماء المقدس. وهي تأتي في ثلاثة أشكال: غصن زوفا مقطوع حديثًا، أو حزمة تشبه الفرشاة تُغمس في الماء المقدس وتُرج، وكرة معدنية مثقوبة تشبه الصولجان بمقبض. يحتوي بعضها على إسفنجات أو خزانات داخلية لتوزيع الماء المقدس عند رجها، بينما يجب غمس البعض الآخر دوريًا في دلو الماء المقدس.